# Centrale thermique de Moneypoint
La centrale thermique de Moneypoint est une centrale à charbon (elle peut aussi utiliser du fioul lourd en cas de rupture d'approvisionnement) située en Irlande. Elle comprend trois unités de 285 MW net (305 MW brut) chacune, et été construite au milieu des années 1980. La centrale produit 7 TWh par an, sur les 25 que consomme le pays.
La centrale consomme environ 2 millions de tonnes de charbon par an, ce qui représente une majorité de la consommation de charbon du pays, ce charbon est pour l'essentiel importé de Colombie. En 2008 la centrale a subi une grosse rénovation qui a permis de réduire les émissions de SO2 et de NOx.